# Arnolfo di Cambio
Arnolfo di Cambio ou Arnolfo di Lapo est un architecte, un sculpteur et peut-être un peintre, né à Colle di Val d'Elsa (province de Sienne) autour de 1245, et mort à Florence le 8 mars d'une année imprécisée entre 1302 et 1310. 
Il a été notamment le maître d'oeuvre de la cathédrale de Florence Santa Maria del Fiore. Sa contribution la plus haute à la culture figurative italienne fut de définir le nouveau style du gothique italien.

## Biographie
Il est le fils de Lapo Tedesco ou Jacopo Tedesco, et de Perfetta.

### Apprentissage, Sienne et Bologne
Élève de Nicola Pisano qui lui avait transmis un solide sens plastique des formes et de la ligne, l'amour pour la sculpture antique et le nouveau langage gothique, il avait acquis une belle habileté et une grande capacité d'observation de la nature. On peut supposer qu'il avait une vingtaine d'années quand il collabora avec le maître à l'exécution de la chaire de la cathédrale de Sienne (it). Il possédait déjà à cette époque une notoriété affirmée : en contradiction avec les termes du contrat signé fin août 1265 entre Nicola et fra Melano, procurateur de l'administration de la cathédrale, Arnolfo en mars de l'année suivante n'était toujours pas présent sur le chantier ; le 11 mai 1266, fra Melano menaçait Nicola de sanctions pécuniaires afin d'obtenir l'immédiate présence d'Arnolfo sur le site.
L'absence d'Arnolfo s'explique par le fait que Nicola avait la charge, à la même époque (1264 - 1267), de réaliser le Sépulcre de Saint Dominique à Bologne. Le travail fut commencé par Nicola et son atelier, rapidement s'y retrouvèrent seuls Arnolfo et fra Guglielmo. Lorsque Arnolfo rejoignit le chantier de Sienne, fra Gulglielmo acheva l'œuvre.

### Cour de Charles d'Anjou
Après son apprentissage et sa collaboration avec Nicola, on retrouve Arnolfo à Rome, dans une activité pleinement autonome. Il est probable qu'il ait rencontré Charles Ier d'Anjou en 1272. Ce dernier le rattache à sa cour itinérante entre Rome et le royaume angevin de l'Italie méridionale. Là, Arnolfo renouvela son rapport avec les chantiers cisterciens, angevins et français, il y fut en contact direct avec le langage du gothique rayonnant.

### Travaux à Rome
À la suite de Charles d'Anjou, le sculpteur toscan rejoignit Rome en 1277. L'impact avec la réalité de la cité, la vision directe des merveilles et antiques restes du classicisme et l'attentive observation des plus modernes techniques décoratives des corporations romaines de tailleurs de marbre, laissent une empreinte indélébile dans sa personnalité. C'est la période à laquelle furent réalisées des œuvres qu'on lui attribue, comme :
- le monument funéraire d'Adrien V (mort en 1276) qui se trouve en la basilique di San Francesco alla Rocca (it) à Viterbe[8];
- le monument funéraire du cardinal Riccardo Annibaldi (mort en 1276) qui se trouve en la basilique Saint-Jean-de-Latran[8], et sur lequel sont représentés des clercs célébrant la messe de funérailles, sur fond de mosaïque[9];
- les monuments funéraires des parents du pape Honorius IV[8].

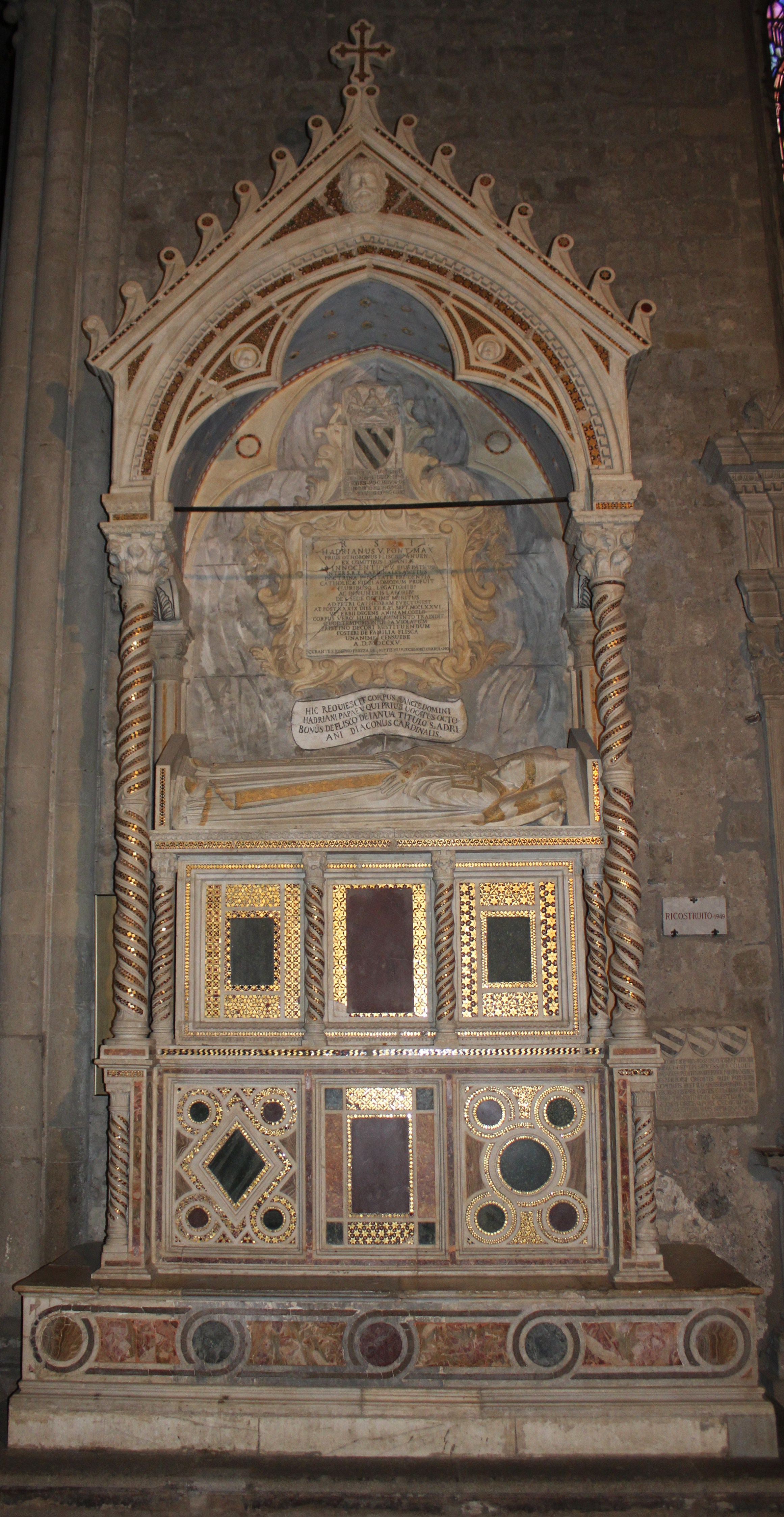
Mausolée d'Adrien V
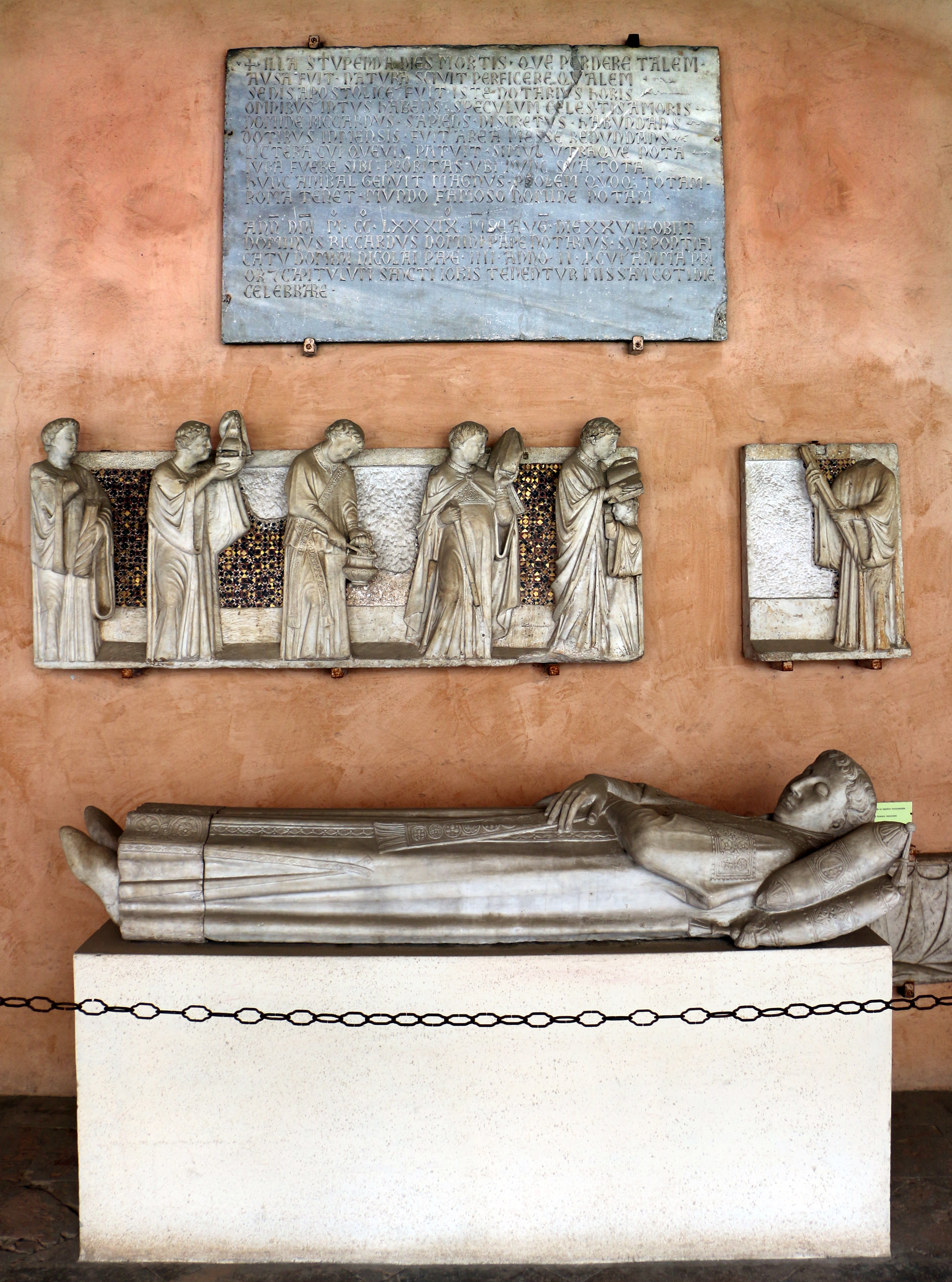
Monument d'Annibaldi, vue complète
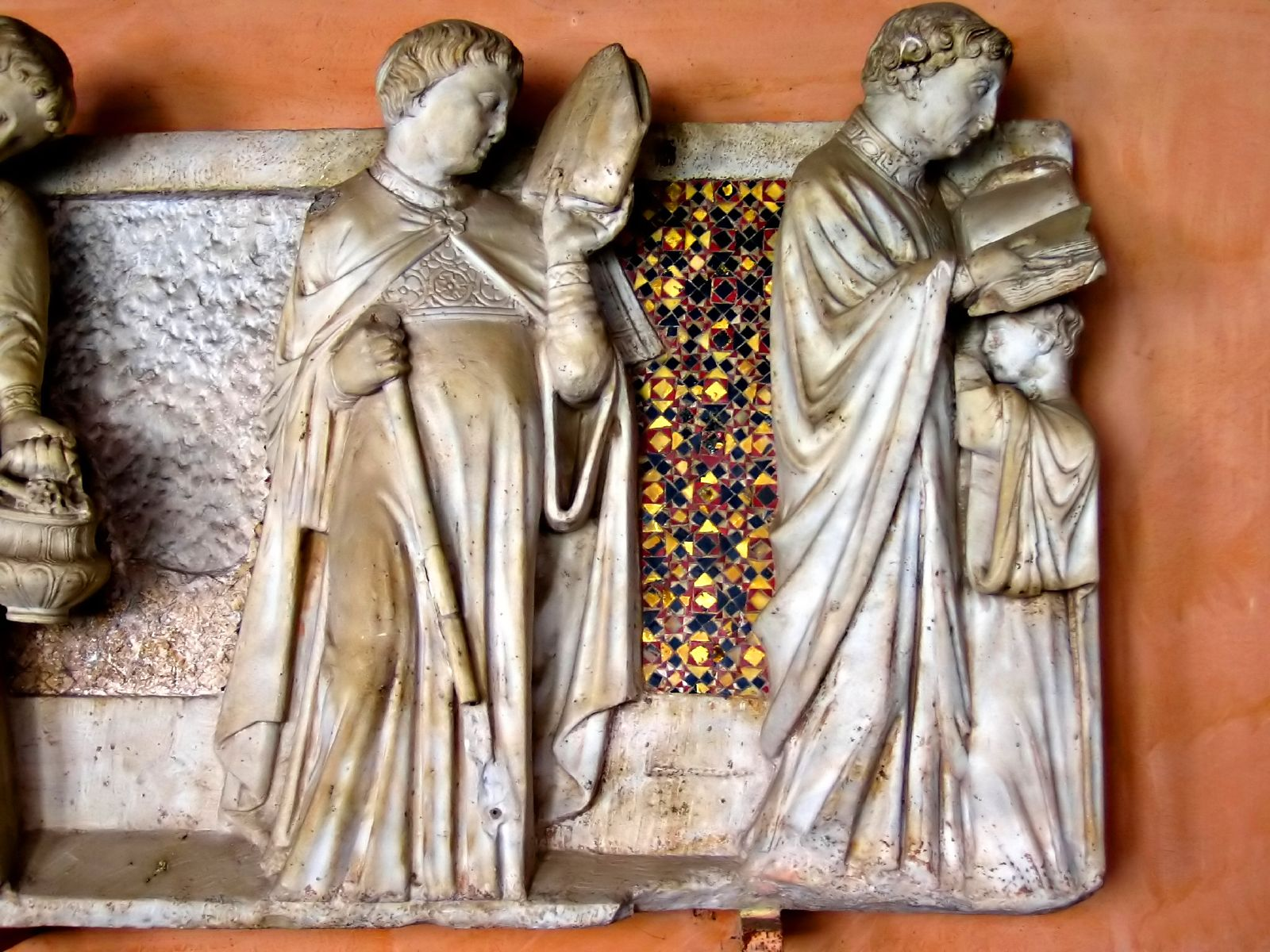
Tombe de Riccardo Annibaldi (détail)

### Pérouse
Les Pérugins avaient pris goût aux fontaines après celle réalisée par Nicola et son fils Giovanni Pisano (1275 - 1278) ; ils en voulurent une des mains d'Arnolfo, mais celui-ci était lié par contrat et ils durent, pour obtenir le subtilisimo et ingeniosus magister, faire une requête auprès de Charles d'Anjou qui, par une lettre autographe du 10 septembre 1277, autorisait Arnolfo à travailler pour la commune de Pérouse.
Les quelques fragments sauvés de la destruction de la fontaine, aujourd'hui exposés à la Galerie nationale de l'Ombrie à Pérouse, dévoilent le niveau de perfection atteint par la sculpteur à ce stade de son parcours : le modèle du personnage humain, presque toujours inspiré de la statuaire antique, est transfiguré par des traits linéaires et nerveux typiquement gothiques. C'est là le premier travail d'Arnolfo pour lequel existent des documents, réalisé entre 1277 et 1281 environ.

### Portrait de Charles d'Anjou
Après la fontaine de Pérouse, ou peut-être en même temps (mais ceci doit coïncider avec la réélection de Charles d'Anjou comme sénateur de Rome dans les années 1280), Arnolfo réalisa le Portrait de Charles Ier d'Anjou. Cette statue fut placée dans la salle du palais sénatorial où l'on rendait la justice, aujourd'hui aux Musées du Capitole.

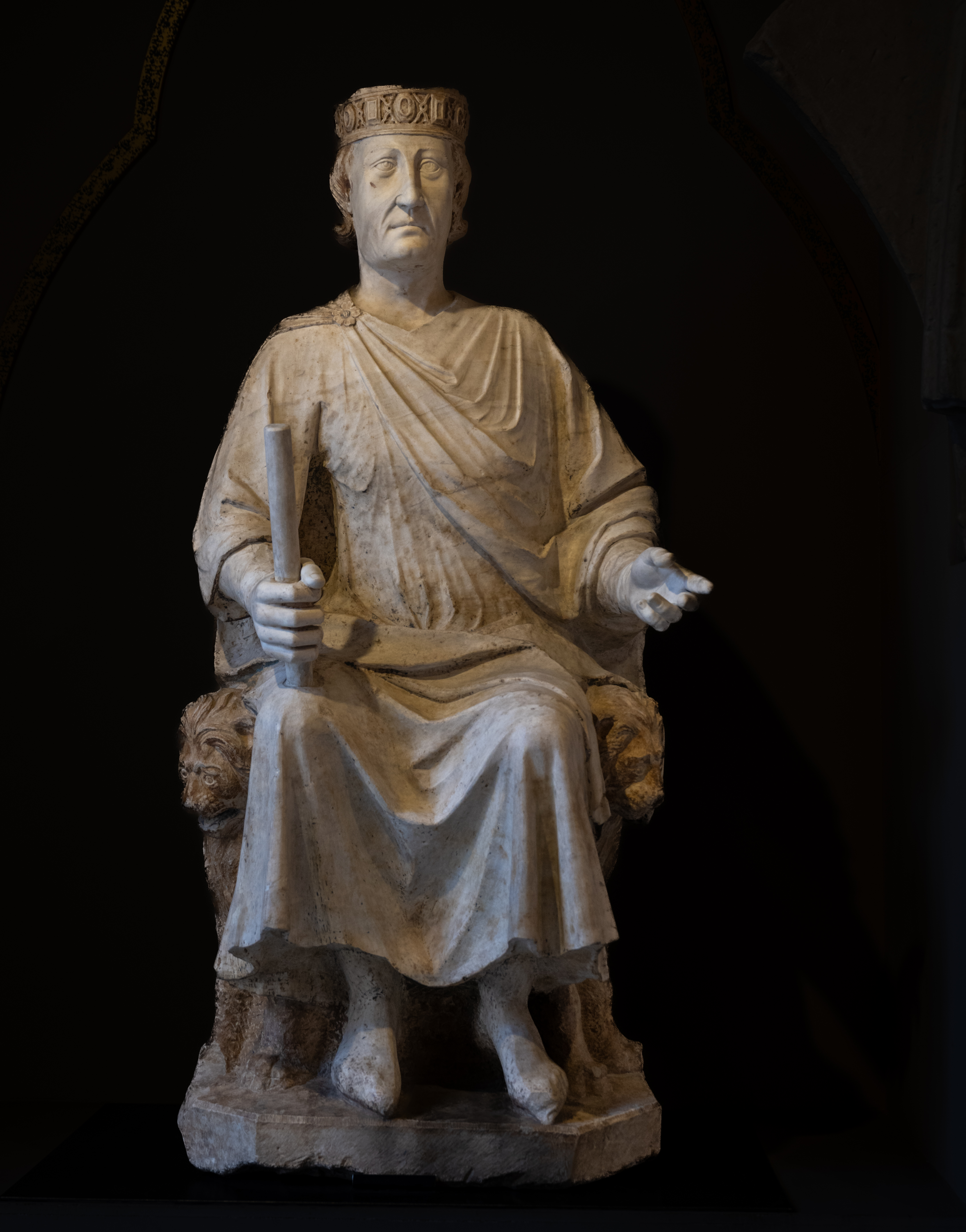
Charles Ier d'Anjou
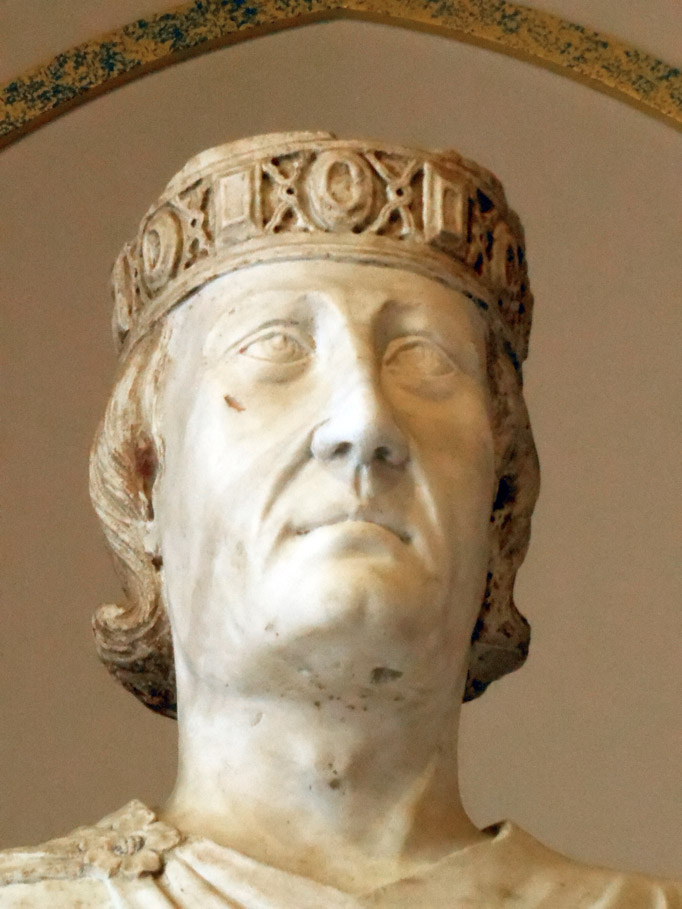
détail

### Sépulcre de Guillaume de Bray
Il réalisa ensuite le monument funéraire du cardinal français Guillaume de Braye (mort fin avril 1282). Il fut placé dans l'église San Domenico à Orvieto (it) où il se trouve encore, mais il a souffert à travers les siècles de plusieurs transformations et redimensionnements (des éléments sont aussi conservés au museo dell'Opera del duomo d'Orvieto) ; tout cela est bien dommage car il s'agit d'une œuvre remarquable qui servira de modèle dans l'art sépulcral jusqu'à la fin de la Renaissance.
À l'origine, il était couronné d'un gable soutenu par des colonnes torses et décoré de pinacles, qui entouraient les statues toujours présentent (Vierge à l'enfant, Saint Marc et Saint Dominique). L'ensemble symbolisait l'élévation de l'âme au ciel. Le réalisme du visage du gisant est particulièrement remarquable. Une étude récente a montré que la Vierge était en fait une statue antique qui représentait l'Abondance. Arnolfo a éliminé la corne et l'a remplacée par la tête de l'enfant. Sur le monument, on trouve des mosaïques de marbre de style cosmatesque.

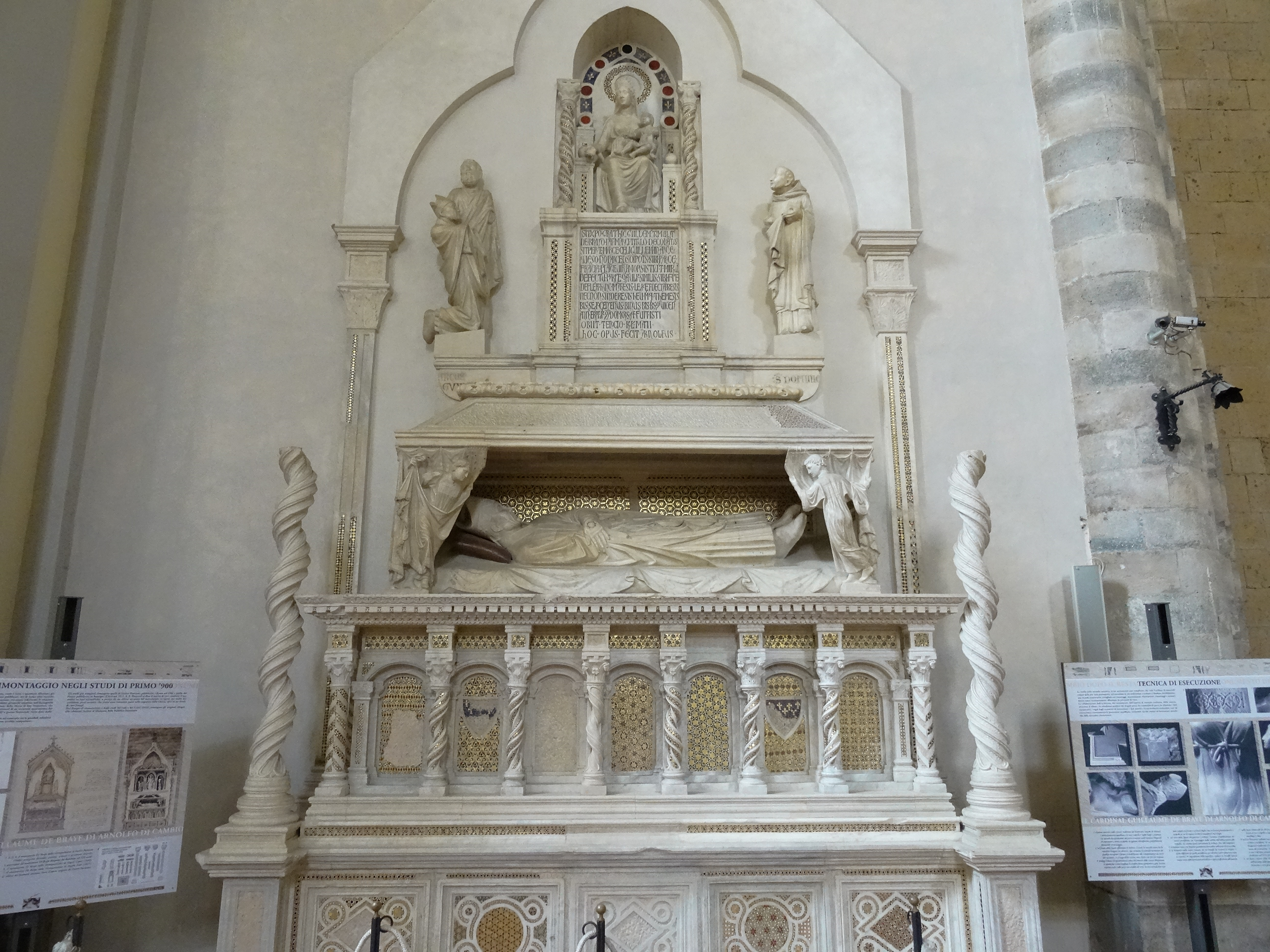
Mausolée cardinal De Braye
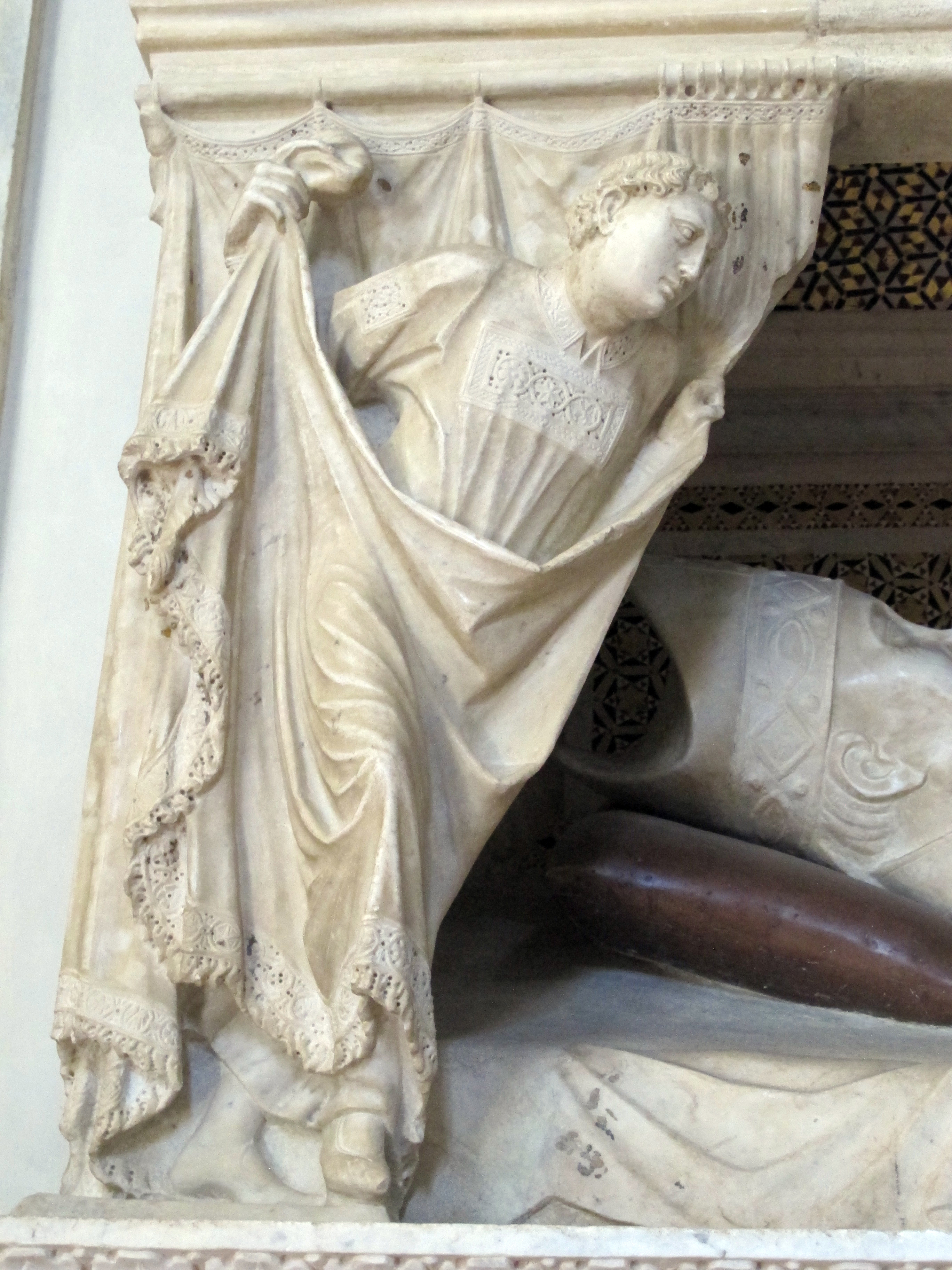
Détail

### Basilique Saint-Paul-hors-les murs

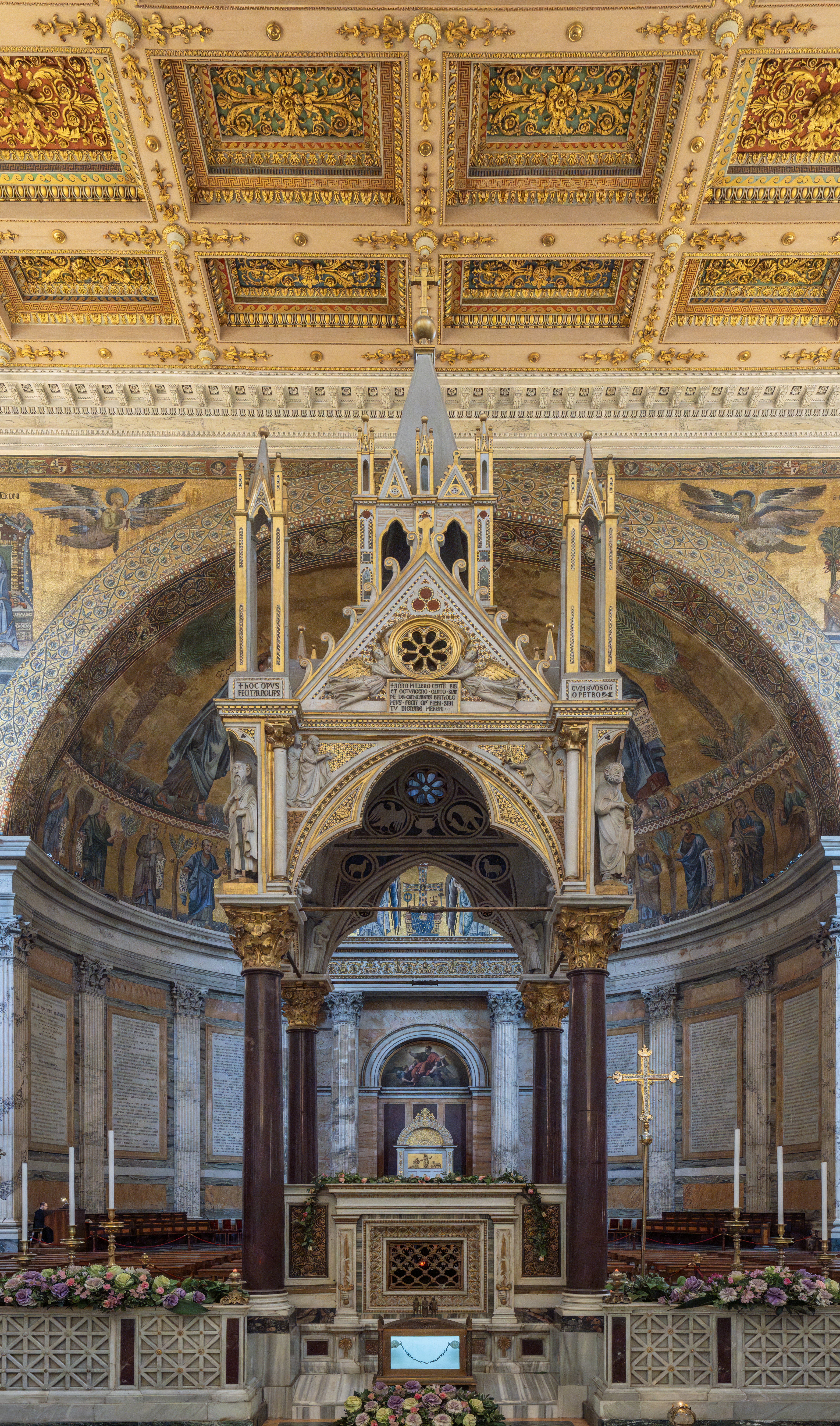
Ciborium de Saint-Paul-hors-les-Murs

Les éléments gothiques se trouvent ensuite dans une œuvre de pleine maturité : le ciborium de la basilique Saint-Paul-hors-les-Murs qu'Arnolfo exécuta dans le marbre, avec la collaboration de Pietro di Oderisio (it),, en 1285. Monté sur quatre colonnes, il est constitué de quatre gables qui forment des arcs trilobés. Aux angles sont les statues de saint Paul, saint Pierre, Timothée d'Éphèse et Bartolomeo le commanditaire.

### Basilique Sainte-Marie-Majeure
Ce fut Nicolas IV, le premier pape franciscain, qui en 1288, demanda à Arnolfo de procéder à la restauration radicale d'une vieille chapelle de la basilique Sainte-Marie-Majeure : l'oratorio del Presepio (l'oratoire de la crèche), où étaient conservées des reliques de la mangeoire de Bethléem, rapportées des croisades. Arnolfo acheva son travail en 1291. Il venait de réaliser ce que l'on considère être la plus ancienne crèche constituée de statues de pierre. Mais en 1590, Domenico Fontana la transféra, non sans dommages, dans la crypte de la chapelle du Saint-Sacrement (aussi appelée chapelle Sixtine). La Vierge qui était allongée au centre a été détruite et la disposition des autres éléments n'a pas été respectée, ce qui fait que les regards ne convergent plus vers la crèche, que la tension émotionnelle et surtout la surprenante perspective scénographique sont annihilées. Les éléments conservés sont aujourd'hui au musée de la cathédrale, il s'agit :
- d'un roi mage agenouillé,
- d'une plaque avec deux rois mages en pied, en haut-relief,
- d'un bloc avec la tête de l'âne et du bœuf,
- d'une statue de saint Joseph appuyé sur un bâton,
- d'une Vierge longtemps considérée comme ayant substitué au XVIe siècle la statue d'Arnolfo, mais qui serait selon les dernières études l'original modernisé à l'époque du transfert par Domenico Fontana[2],[11].

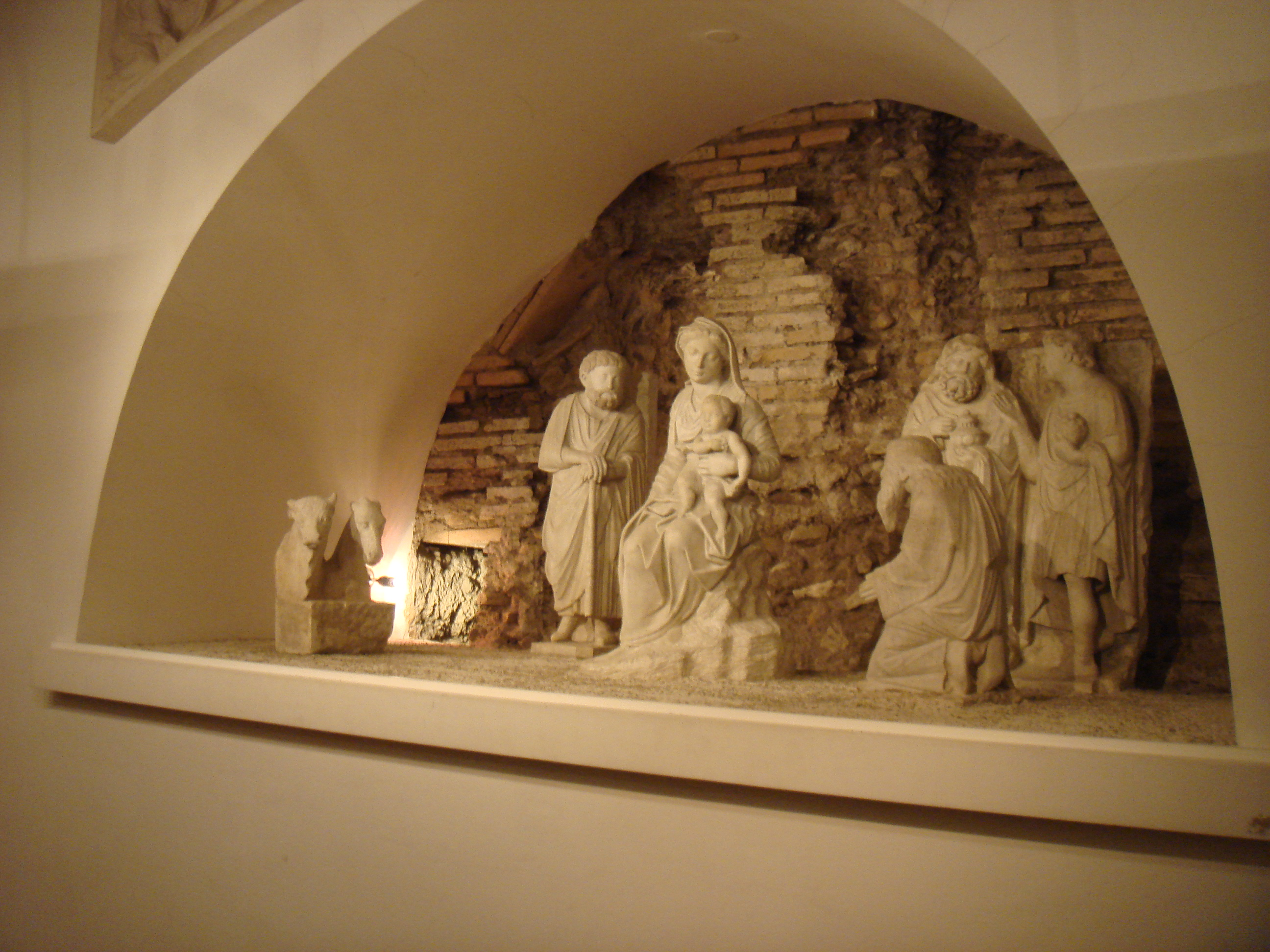
Ensemble de la crèche
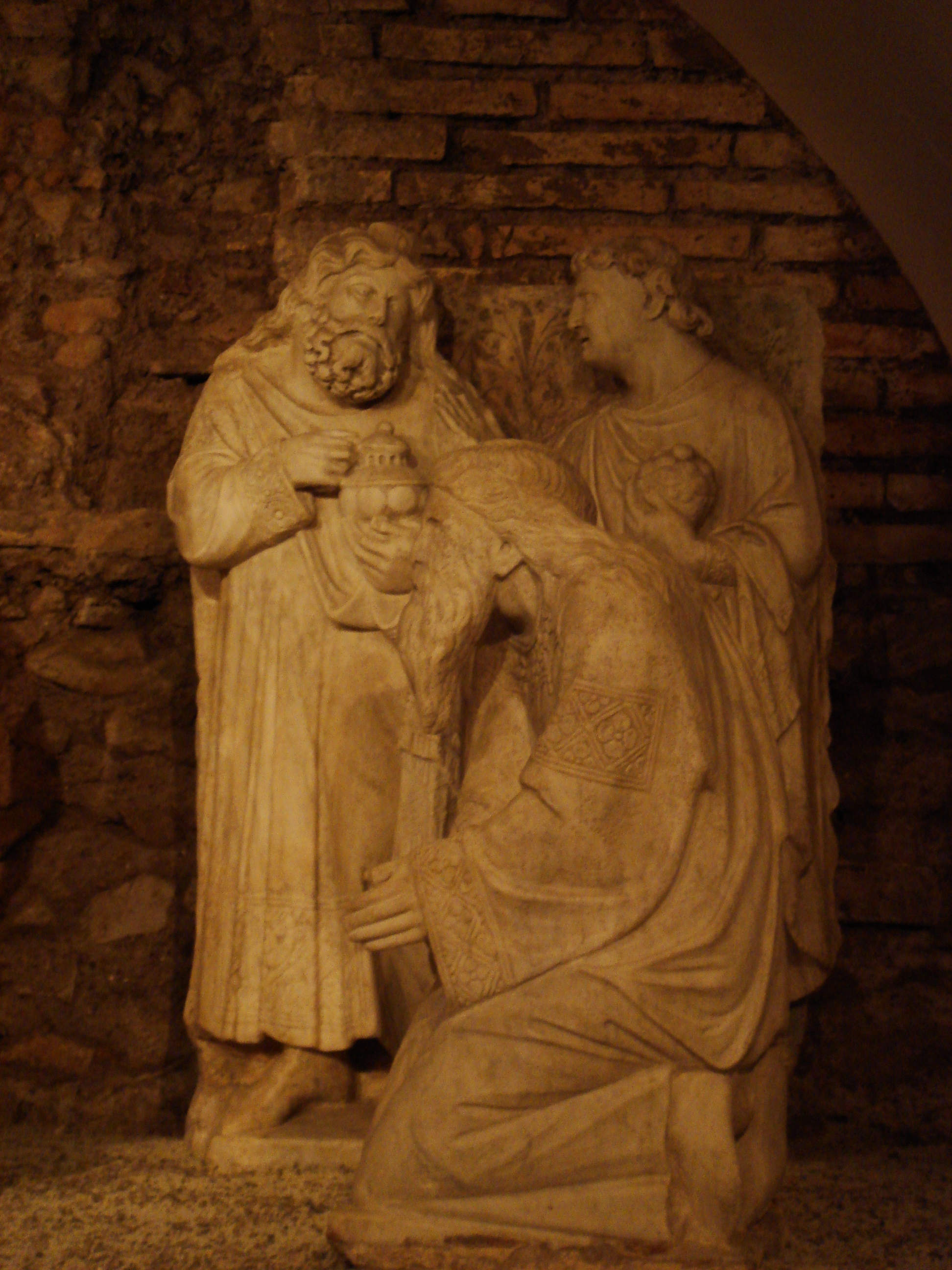
Les Rois-Mages
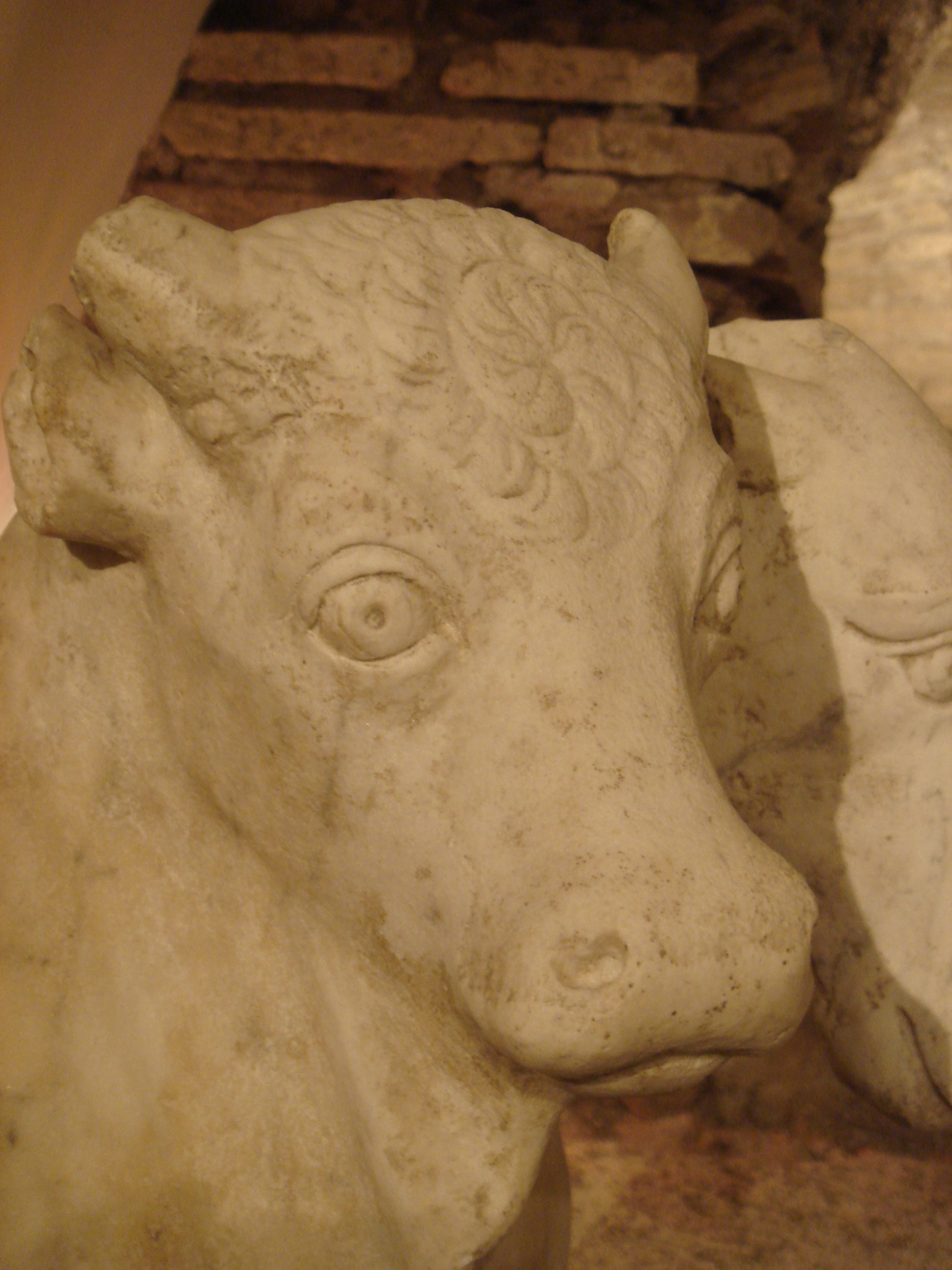
Le bœuf et l'âne

Cette perte est d'autant plus dommageable qu'elle pourrait alimenter une controverse, toujours vivace à ce jour, qui allait naître de la réalisation, quelques années plus tard, de deux fresques qui racontent l'histoire de la mort d'Isaac et qui se trouvent dans la basilique supérieure de Saint François à Assise. La relation entre la crèche et les fresques tient au fait que dans les deux cas, la scène se passe dans une pièce close, où la perspective des fresques pourrait passer pour être le reflet de la tridimensionnalité de la crèche.
La controverse dont il s'agit porte sur la désignation de l'auteur des fresques que, faute de mieux, l'on nomme le Maestro d'Isacco. Une des hypothèses avance que ces œuvres, point de revirement dans la direction du chantier et unanimement reconnues comme étant modelées sur les sculptures d'Arnolfo,,, sont dues en personne à Arnolfo.
Selon Giorgio Vasari, Arnolfo aurait été formé à la peinture par Cimabue. On croit savoir d'autre part, qu'il aurait été plusieurs fois, à la tête de chantiers de peinture.
Cette attribution s'accorderait bien, outre la singulière technique picturale en termes de lisibilité de ces fresques, avec l'intérêt marqué par Nicolas IV pour les travaux de la basilique, alors que justement à cette époque, 1290, Arnolfo, leader de la scène artistique romaine, travaillait déjà pour lui à Sainte-Marie-Majeure. L'arrivée d'Arnolfo comme nouveau chef de chantier, pourrait expliquer le soudain revirement stylistique survenu successivement à ces fresques.

### Derniers travaux à Rome
Selon une épigraphe, Arnolfo réalisa en 1293, un nouveau ciborium en marbre polychrome, cette fois pour coiffer le maître-autel de la basilique Sainte-Cécile-du-Trastevere. Beaucoup plus aérien que celui de San Paolo, Arnolfo accomplit un mystérieux équilibre entre la structure et l'espace. Sur un angle est placée une représentation équestre de San Tiburzio inspirée, dans le style gothique, de la statue de Marc Aurèle.
L'année suivante, 1294, fut remplie de grandes promesses pour Arnolfo :
- l'invitation à venir prochainement à Florence après tant d'années passées si loin, pour la construction la plus importante de la ville à la place de l'église Santa Reparata, ce qui le porta à intensifier encore son activité à Rome,
- l'avènement au trône pontifical de Boniface VIII.

En effet, celui-ci désirait faire exécuter de son vivant son propre monument funéraire, qu'il dédicaça à son prédécesseur, Saint Boniface IV. Il fut érigé dans la nef centrale de la basilique vaticane par Arnolfo, comme l'atteste une épigraphe. Ce monument fut démonté en 1605, il est aujourd'hui placé dans la grotte vaticane où il a été récemment restauré à partir de la description faite par l'archiviste et notaire du Vatican, Grimaldi. Il s'agit d'une chapelle quadrangulaire sur colonnes, couronnée d'une coupole octogonale ornée de pinacles. À l'intérieur, outre la dépouille du neveu de Boniface VIII, le cardinal Benedetto Caetani mort en 1296, se trouve un autel adossé au mur du fond. La cavité qui constitue la chambre funéraire contient le sarcophage surmonté du gisant du pontife. Au-dessus de la cavité se trouve une mosaïque de Jacopo Torriti représentant Boniface VIII. Sur le côté se trouvait un buste du pape bénissant, qui est l'un des plus vigoureux portrait d'Arnolfo.

Avant de quitter Rome, Arnolfo a probablement réalisé une sculpture en bronze de saint Pierre qui est peut-être son plus bel hommage à la tradition classique. Saint Pierre est assis, avec une main bénissant, l'autre tient les clefs du royaume de Dieu. La statue est placée à l'intérieur de la basilique Saint-Pierre de Rome. Une copie fidèle de cette statue se trouve dans le déambulatoire de la cathédrale Notre-Dame de Paris; et une autre du XIXe siècle, à la Collégiale Saint-Denis de Liège.

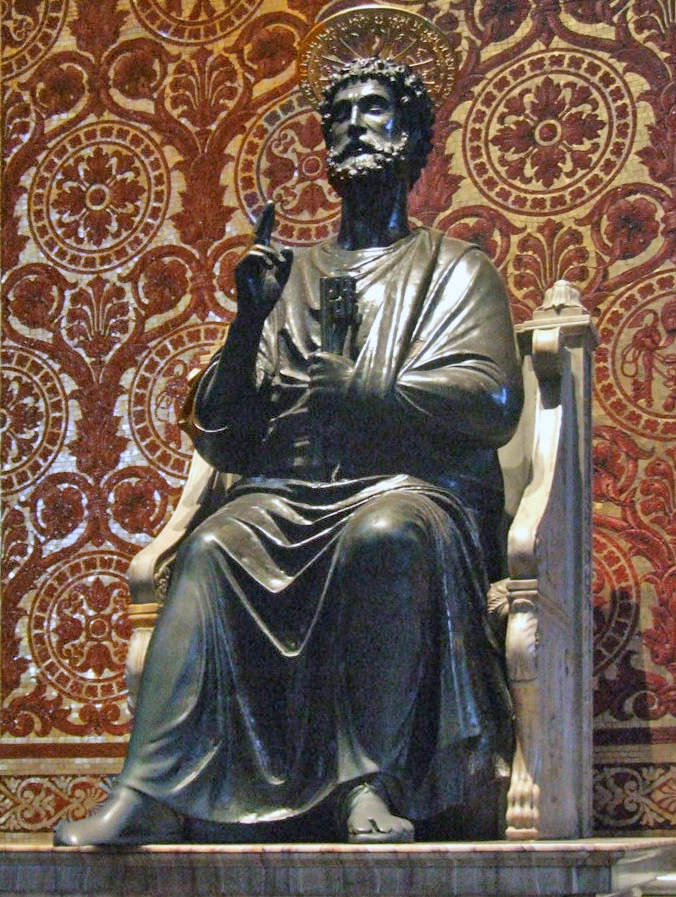
Statue de saint Pierre
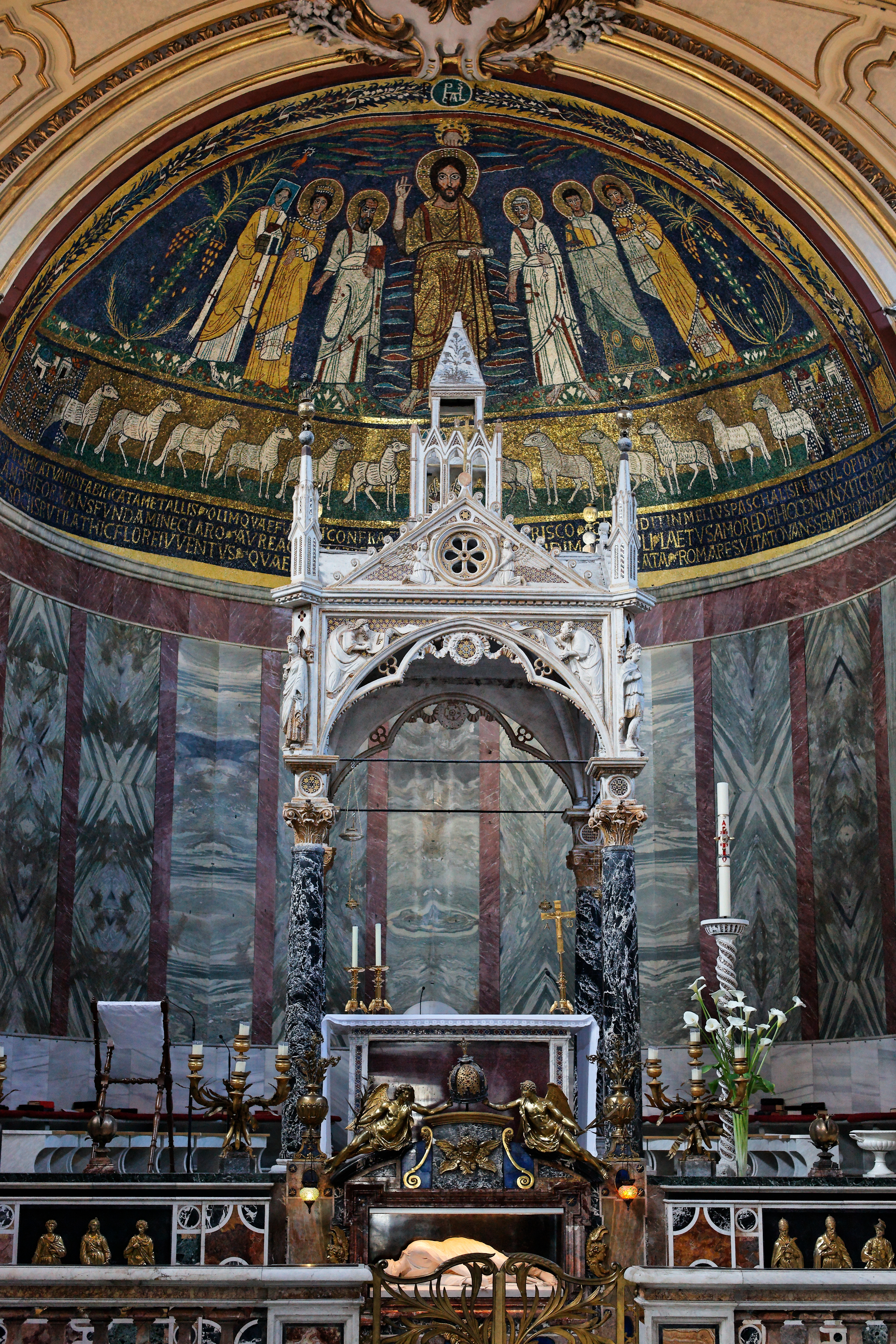
Ciborium de la basilique Sainte-Cécile-au-Trastavere
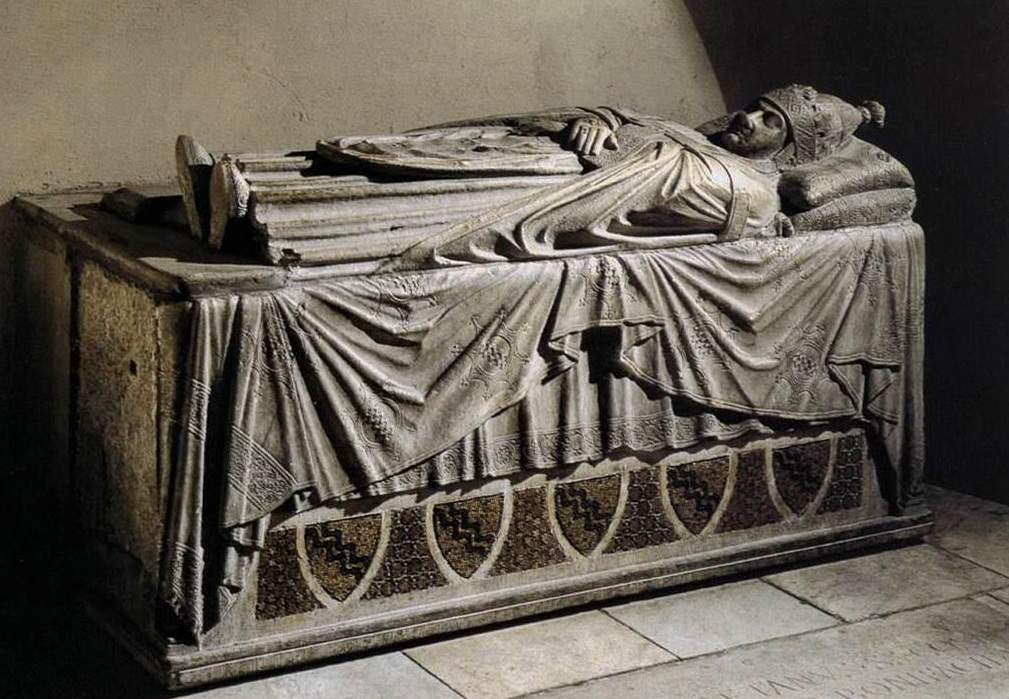
Monument à Boniface VIII

### Florence

#### Santa Maria del Fiore

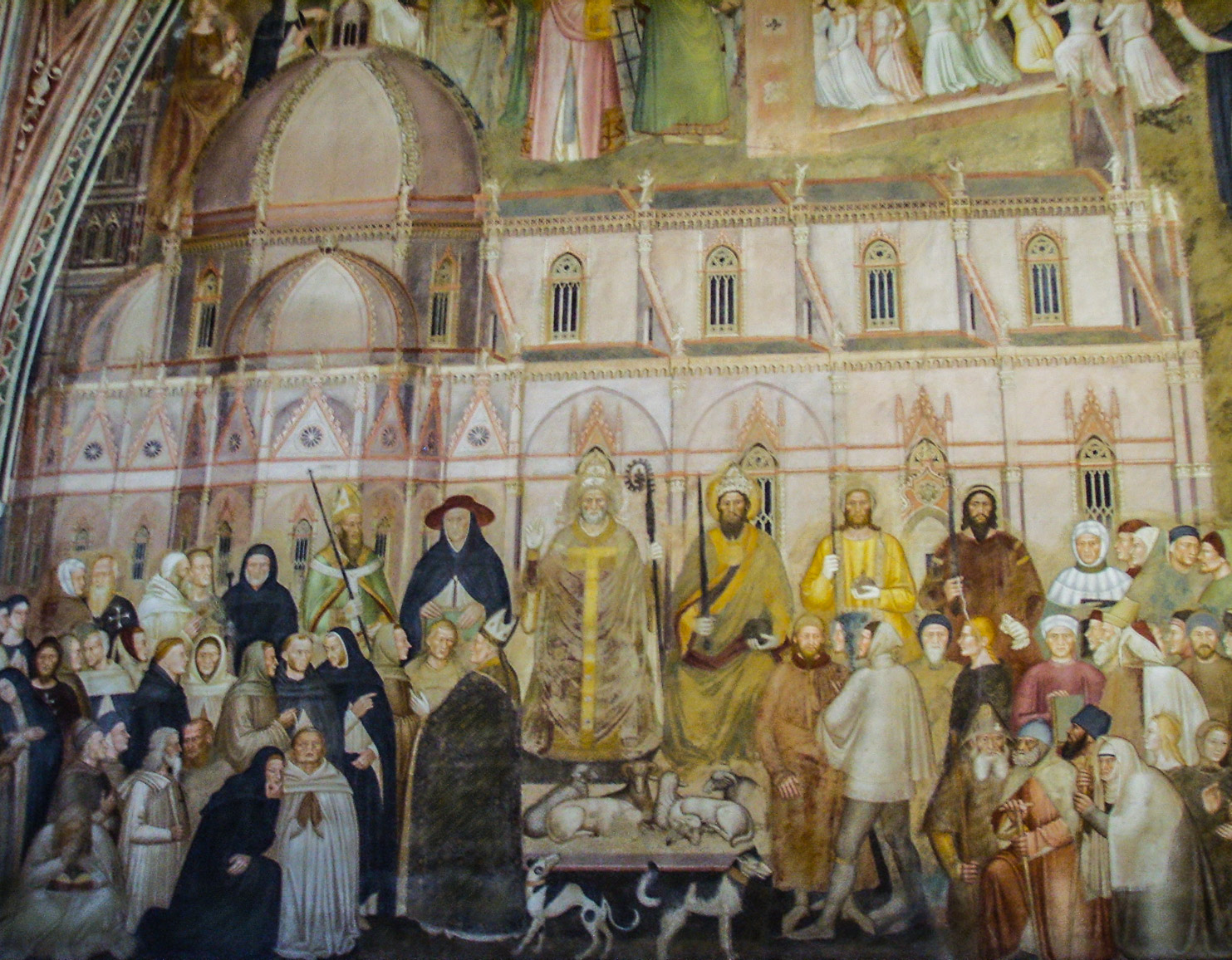
Santa Maria del Fiore selon le projet présumé d'Arnolfo, ou peut-être celui des auteurs mêmes de la fresque, Andrea di Bonaiuto, fresques de 1369 - 50 ans avant la réalisation de la coupole (Chapelle des Espagnols, Santa Maria Novella).

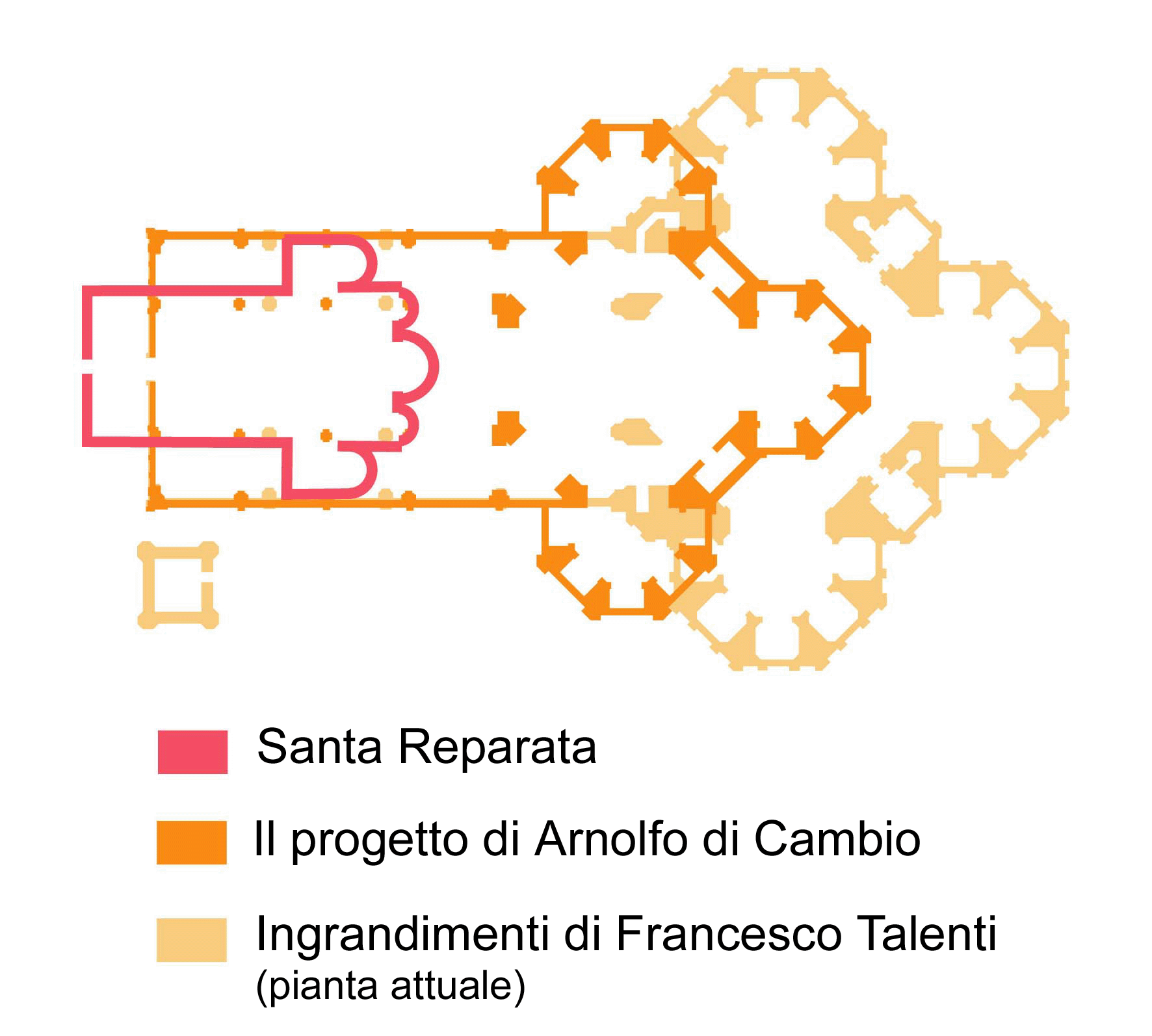
Les différentes phases de Santa Maria del Fiore

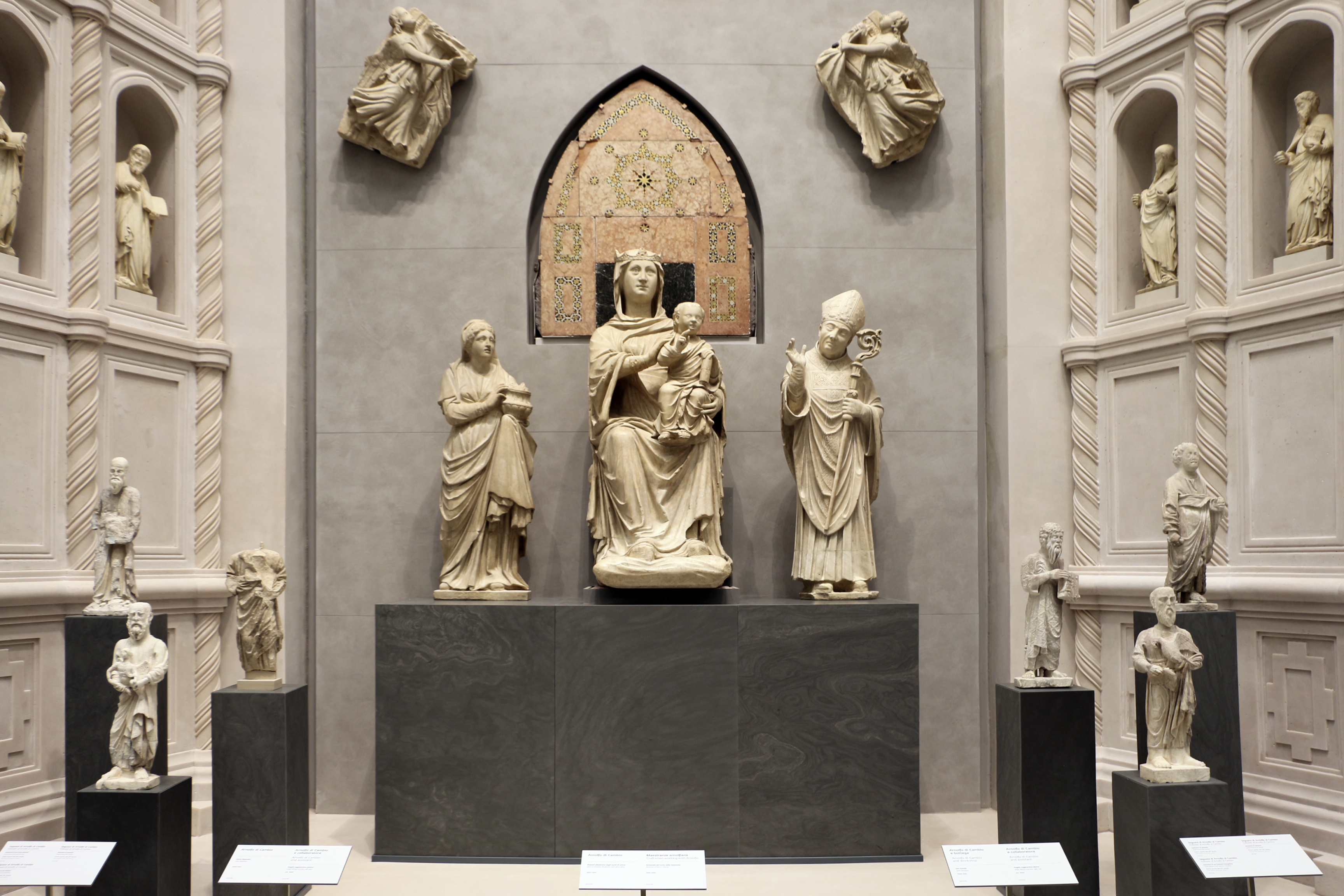
Arnolfo di Cambio, éléments de la façade

La construction de la nouvelle cathédrale florentine, Santa Maria del Fiore, sur le site de la vieille cathédrale Santa Reparata, fut décidée autour de 1293-1294 et entreprise le 8 septembre 1296 en présence du Légat Apostolique Pietro Valeriano da Piperno. L'attribution du projet de la première phase des travaux à Arnolfo se trouve confirmée par l'acte du 1er avril 1300, par lequel le Conseil des Cent exonérèrent d'impôt magistrum Arnulphum de Colle filium olim Cambii au vu du fait que ce même maître (...) est le maître d'œuvre de l'édifice et des travaux de l'église Santa Reparata, la plus grande église florentine, et que (...) grâce à son industrie, son expérience et son ingéniosité, la commune et le peuple de Florence espèrent, à partir du magnifique et visible commencement de ladite œuvre ecclésiastique déjà initiée par ledit maître Arnolfo, avoir un temple plus beau et plus honorable que tout autre qui se trouve en Toscane,.
La première tâche fut de dégager et aplanir les alentours de la vieille cathédrale en prévision de l'agrandissement notable envisagé pour le nouvel édifice, puis de dégager les fondations du bâtiment existant, tout en tenant compte du fait qu'il devait pouvoir continuer à assurer son office longtemps encore,,.
Il est probablement vain de chercher à définir quel était le niveau de précision du projet d'Arnolfo à cette époque ; du peu de documents rescapés de ces temps nous est toutefois parvenu le magnificum principium de la nouvelle réalisation, qu'en 1300 le Conseil des Cent affirmait devoir à Arnolfo ; nouvelle réalisation qui commençait à être visible et devait arriver un peu au-dessus de la zone inférieure de la façade détruite en 1587. Les seuls témoignages qui nous restent aujourd'hui, sont des documents graphiques, le plus ancien étant cette fresque réalisée autour de 1363-1367 par Andrea di Bonaiuto et qui se trouve dans la chapelle des Espagnols de Santa Maria Novella à Florence.
Il est reconnu aujourd'hui, qu'à la mort d'Arnolfo, ses remplaçants à la charge d'architecte du chantier : Giotto, suivi d'Andrea Pisano, puis Francesco Talenti assisté d'un groupe de maîtres, tous semblent s'en être substantiellement tenu au projet d'Arnolfo. Dans les documents de la fabrication, la première notification d'une modification apportée au projet remonte, après quatre années de réunions d'experts sur le sujet, aux années 1366-1367 et resta lettre morte, sur décision express de l'Opera, au moins jusqu'à Brunelleschi. Une série de documents, confirmés par de récentes campagnes de fouilles,,,, semblent attester que les modifications décidées en 1367 respectèrent dans les grandes lignes le projet original, au moins en ce qui concerne le corps de l'église.
Arnolfo réalisa également pour la façade, une grandiose décoration statuaire, dédiée à Marie ; certains de ces éléments se trouvent aujourd'hui au museo dell'Opera del Duomo de Florence. Ce cycle comprenait :
- La Naissance de la vierge, sur le portail gauche,
- une Vierge à l'Enfant trônant, qui dominait la façade de la cathédrale avant sa destruction,
- Santa Reparata, sur le portail central,
- la Dormition de la Vierge.

#### Autres travaux

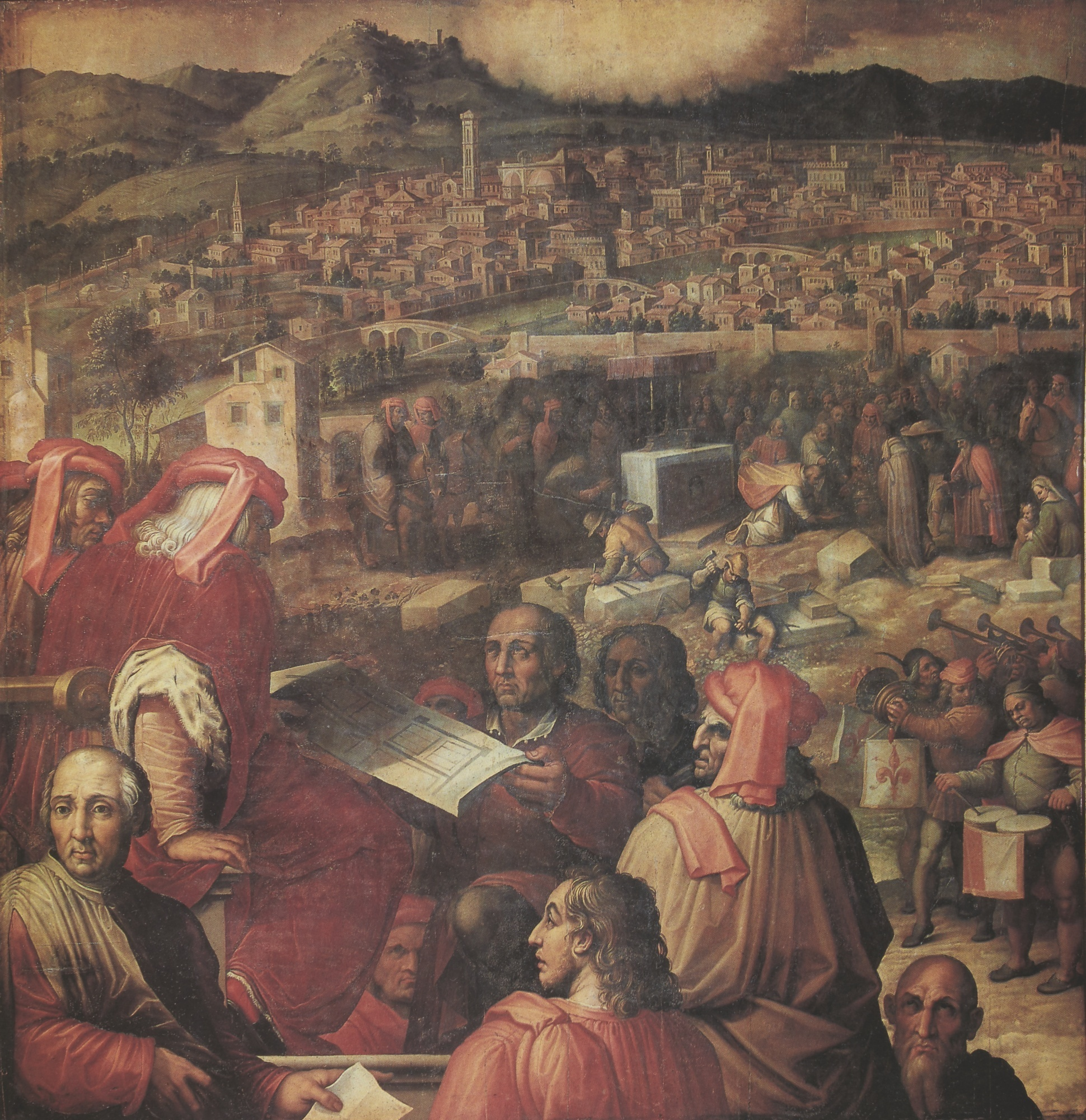
Arnolfo di Cambio montre aux prieurs le projet d'agrandissement de Florence (Peinture de plafond du Palazzo Vecchio de Florence).

Pour les autres travaux éventuellement réalisés par Arnolfo à Florence, on ne peut se baser que sur Giorgio Vasari dont les écrits, distants de deux siècles et demi des faits, ne sont pas totalement crédibles. Vasari attribue à Arnolfo la construction de l'église de Santa Croce , celle de Santa Maria Novella ainsi que le palazzo della Signoria, alors qu'il est presque certain que Santa Maria Novella ne fut pas réalisée par Arnolfo et que, en dehors de la cathédrale florentine, il est extrêmement difficile de quantifier sa réelle contribution.